# 2e étape du Tour de France 2004
La 2e étape du Tour de France 2004 s'est déroulée le 5 juillet 2004 sur 197 km entre Charleroi et Namur, en Belgique. Elle a été remportée au sprint par Robbie McEwen.

## Classement de l'étape
| \| Classement de l'étape \| Classement de l'étape \| Classement de l'étape \| Classement de l'étape \| Classement de l'étape \| \| Coureur \| Coureur \| Pays \| Équipe \| Temps \| \| --------------------- \| --------------------- \| --------------------- \| ------------------------------- \| --------------------- \| \| 1er \| Robbie McEwen \| Australie \| Lotto-Domo \| 4 h 18 min 39 s \| \| 2e \| Thor Hushovd \| Norvège \| Crédit Agricole \| + 0 s \| \| 3e \| Jean-Patrick Nazon \| France \| AG2R Prévoyance \| + 0 s \| \| 4e \| Danilo Hondo \| Allemagne \| Gerolsteiner \| + 0 s \| \| 5e \| Stuart O'Grady \| Australie \| Cofidis-Le Crédit par Téléphone \| + 0 s \| \| 6e \| Jaan Kirsipuu \| Estonie \| AG2R Prévoyance \| + 0 s \| \| 7e \| Erik Zabel \| Allemagne \| T-Mobile \| + 0 s \| \| 8e \| Alessandro Petacchi \| Italie \| Fassa Bortolo \| + 0 s \| \| 9e \| Gerrit Glomser \| Autriche \| Saeco \| + 0 s \| \| 10e \| Mario Cipollini \| Italie \| Domina Vacanze \| + 0 s \| |                     |           |                                 |                 |
| |                     |           |                                 |                 |
| |                     |           |                                 |                 |
| Classement de l'étape |                     |           |                                 |                 |
| Coureur | Coureur             | Pays      | Équipe                          | Temps           |
| 1er | Robbie McEwen       | Australie | Lotto-Domo                      | 4 h 18 min 39 s |
| 2e | Thor Hushovd        | Norvège   | Crédit Agricole                 | + 0 s           |
| 3e | Jean-Patrick Nazon  | France    | AG2R Prévoyance                 | + 0 s           |
| 4e | Danilo Hondo        | Allemagne | Gerolsteiner                    | + 0 s           |
| 5e | Stuart O'Grady      | Australie | Cofidis-Le Crédit par Téléphone | + 0 s           |
| 6e | Jaan Kirsipuu       | Estonie   | AG2R Prévoyance                 | + 0 s           |
| 7e | Erik Zabel          | Allemagne | T-Mobile                        | + 0 s           |
| 8e | Alessandro Petacchi | Italie    | Fassa Bortolo                   | + 0 s           |
| 9e | Gerrit Glomser      | Autriche  | Saeco                           | + 0 s           |
| 10e | Mario Cipollini     | Italie    | Domina Vacanze                  | + 0 s           |

## Classement général
| \| Classement général \| Classement général \| Classement général \| Classement général \| Classement général \| \| Coureur \| Coureur \| Pays \| Équipe \| Temps \| \| ------------------ \| ------------------- \| ------------------ \| ----------------------------- \| ------------------ \| \| 1er \| Thor Hushovd \| Norvège \| Crédit Agricole \| 9 h 05 min 42 s \| \| 2e \| Fabian Cancellara \| Suisse \| Fassa Bortolo \| + 8 s \| \| 3e \| Robbie McEwen \| Australie \| Lotto-Domo \| + 17 s \| \| 4e \| Lance Armstrong \| États-Unis \| US Postal Service-Berry Floor \| DQ \| \| 5e \| Jens Voigt \| Allemagne \| CSC \| + 23 s \| \| 6e \| José Iván Gutiérrez \| Espagne \| Illes Balears-Banesto \| + 24 s \| \| 7e \| Óscar Pereiro \| Espagne \| Phonak Hearing Systems \| + 27 s \| \| 8e \| Christophe Moreau \| France \| Crédit Agricole \| + 28 s \| \| 9e \| Bobby Julich \| États-Unis \| CSC \| + 28 s \| \| 10e \| George Hincapie \| États-Unis \| US Postal Service-Berry Floor \| DQ \| |                     |            |                               |                 |
| |                     |            |                               |                 |
| |                     |            |                               |                 |
| Classement général |                     |            |                               |                 |
| Coureur | Coureur             | Pays       | Équipe                        | Temps           |
| 1er | Thor Hushovd        | Norvège    | Crédit Agricole               | 9 h 05 min 42 s |
| 2e | Fabian Cancellara   | Suisse     | Fassa Bortolo                 | + 8 s           |
| 3e | Robbie McEwen       | Australie  | Lotto-Domo                    | + 17 s          |
| 4e | Lance Armstrong     | États-Unis | US Postal Service-Berry Floor | DQ              |
| 5e | Jens Voigt          | Allemagne  | CSC                           | + 23 s          |
| 6e | José Iván Gutiérrez | Espagne    | Illes Balears-Banesto         | + 24 s          |
| 7e | Óscar Pereiro       | Espagne    | Phonak Hearing Systems        | + 27 s          |
| 8e | Christophe Moreau   | France     | Crédit Agricole               | + 28 s          |
| 9e | Bobby Julich        | États-Unis | CSC                           | + 28 s          |
| 10e | George Hincapie     | États-Unis | US Postal Service-Berry Floor | DQ              |

## Classements annexes
| Classement par points | Classement par points | Classement par points | Classement par points | Classement par points |
| Coureur               | Coureur               | Pays                  | Équipe                | Points                |
| --------------------- | --------------------- | --------------------- | --------------------- | --------------------- |
| 1er                   | Thor Hushovd          | Norvège               | Crédit Agricole       | 68 pts                |
| 2e                    | Robbie McEwen         | Australie             | Lotto-Domo            | 65 pts                |
| 3e                    | Jaan Kirsipuu         | Estonie               | AG2R Prévoyance       | 55 pts                |
| 4e                    | Danilo Hondo          | Allemagne             | Gerolsteiner          | 48 pts                |
| 5e                    | Jean-Patrick Nazon    | France                | AG2R Prévoyance       | 48 pts                |

| Classement par points | Classement par points | Classement par points | Classement par points | Classement par points |
| Coureur               | Coureur               | Pays                  | Équipe                | Points                |
| --------------------- | --------------------- | --------------------- | --------------------- | --------------------- |
| 1er                   | Thor Hushovd          | Norvège               | Crédit Agricole       | 68 pts                |
| 2e                    | Robbie McEwen         | Australie             | Lotto-Domo            | 65 pts                |
| 3e                    | Jaan Kirsipuu         | Estonie               | AG2R Prévoyance       | 55 pts                |
| 4e                    | Danilo Hondo          | Allemagne             | Gerolsteiner          | 48 pts                |
| 5e                    | Jean-Patrick Nazon    | France                | AG2R Prévoyance       | 48 pts                |

| Classement de la montagne | Classement de la montagne | Classement de la montagne | Classement de la montagne       | Classement de la montagne |
| Coureur                   | Coureur                   | Pays                      | Équipe                          | Points                    |
| ------------------------- | ------------------------- | ------------------------- | ------------------------------- | ------------------------- |
| 1er                       | Paolo Bettini             | Italie                    | Quick Step-Davitamon            | 16 pts                    |
| 2e                        | Janek Tombak              | Estonie                   | Cofidis-Le Crédit par Téléphone | 14 pts                    |
| 3e                        | Jens Voigt                | Allemagne                 | CSC                             | 4 pts                     |
| 4e                        | Jérôme Pineau             | France                    | Brioches La Boulangère          | 3 pts                     |
| 5e                        | Franck Renier             | France                    | Brioches La Boulangère          | 3 pts                     |

| Classement de la montagne | Classement de la montagne | Classement de la montagne | Classement de la montagne       | Classement de la montagne |
| Coureur                   | Coureur                   | Pays                      | Équipe                          | Points                    |
| ------------------------- | ------------------------- | ------------------------- | ------------------------------- | ------------------------- |
| 1er                       | Paolo Bettini             | Italie                    | Quick Step-Davitamon            | 16 pts                    |
| 2e                        | Janek Tombak              | Estonie                   | Cofidis-Le Crédit par Téléphone | 14 pts                    |
| 3e                        | Jens Voigt                | Allemagne                 | CSC                             | 4 pts                     |
| 4e                        | Jérôme Pineau             | France                    | Brioches La Boulangère          | 3 pts                     |
| 5e                        | Franck Renier             | France                    | Brioches La Boulangère          | 3 pts                     |

| Classement du meilleur jeune | Classement du meilleur jeune | Classement du meilleur jeune | Classement du meilleur jeune    | Classement du meilleur jeune |
| Coureur                      | Coureur                      | Pays                         | Équipe                          | Temps                        |
| ---------------------------- | ---------------------------- | ---------------------------- | ------------------------------- | ---------------------------- |
| 1er                          | Fabian Cancellara            | Suisse                       | Fassa Bortolo                   | 9 h 05 min 50 s              |
| 2e                           | Bernhard Eisel               | Autriche                     | Fdjeux.com                      | + 26 s                       |
| 3e                           | Tom Boonen                   | Belgique                     | Quick Step-Davitamon            | + 27 s                       |
| 4e                           | Christophe Edaleine          | France                       | Cofidis-Le Crédit par Téléphone | + 28 s                       |
| 5e                           | Jérôme Pineau                | France                       | Brioches La Boulangère          | + 29 s                       |

| Classement du meilleur jeune | Classement du meilleur jeune | Classement du meilleur jeune | Classement du meilleur jeune    | Classement du meilleur jeune |
| Coureur                      | Coureur                      | Pays                         | Équipe                          | Temps                        |
| ---------------------------- | ---------------------------- | ---------------------------- | ------------------------------- | ---------------------------- |
| 1er                          | Fabian Cancellara            | Suisse                       | Fassa Bortolo                   | 9 h 05 min 50 s              |
| 2e                           | Bernhard Eisel               | Autriche                     | Fdjeux.com                      | + 26 s                       |
| 3e                           | Tom Boonen                   | Belgique                     | Quick Step-Davitamon            | + 27 s                       |
| 4e                           | Christophe Edaleine          | France                       | Cofidis-Le Crédit par Téléphone | + 28 s                       |
| 5e                           | Jérôme Pineau                | France                       | Brioches La Boulangère          | + 29 s                       |

| Classement par équipes | Classement par équipes        | Classement par équipes | Classement par équipes |
| Équipe                 | Équipe                        | Pays                   | Temps                  |
| ---------------------- | ----------------------------- | ---------------------- | ---------------------- |
| 1re                    | US Postal Service-Berry Floor | États-Unis             | 27 h 18 min 26 s       |
| 2e                     | CSC                           | Danemark               | + 6 s                  |
| 3e                     | Phonak Hearing Systems        | Suisse                 | + 11 s                 |
| 4e                     | Fassa Bortolo                 | Italie                 | + 14 s                 |
| 5e                     | Illes Balears-Banesto         | Espagne                | + 18 s                 |

| Classement par équipes | Classement par équipes        | Classement par équipes | Classement par équipes |
| Équipe                 | Équipe                        | Pays                   | Temps                  |
| ---------------------- | ----------------------------- | ---------------------- | ---------------------- |
| 1re                    | US Postal Service-Berry Floor | États-Unis             | 27 h 18 min 26 s       |
| 2e                     | CSC                           | Danemark               | + 6 s                  |
| 3e                     | Phonak Hearing Systems        | Suisse                 | + 11 s                 |
| 4e                     | Fassa Bortolo                 | Italie                 | + 14 s                 |
| 5e                     | Illes Balears-Banesto         | Espagne                | + 18 s                 |